# B.Z.
Ne doit pas être confondu avec Berliner Zeitung.
Le journal B.Z. est un tabloïd berlinois appartenant au groupe Axel Springer Verlag (via Ullstein GmbH). Ce journal est le quotidien local le plus lu de la capitale allemande.

## Historique
Lors de sa création le 1er octobre 1877 par Leopold Ullstein, le journal s'appelle Berliner Zeitung. Le nom est raccourci en B.Z. en 1904 puis nommé B.Z. am Mittag afin de souligner que le journal paraît dans la journée.
Après la Seconde Guerre mondiale, le journal reparaît pour la première fois le 19 novembre 1953 sous le nom de B.Z., puis passe dans le giron d'Axel Springer à partir de 1963.